# Dieter Girgensohn

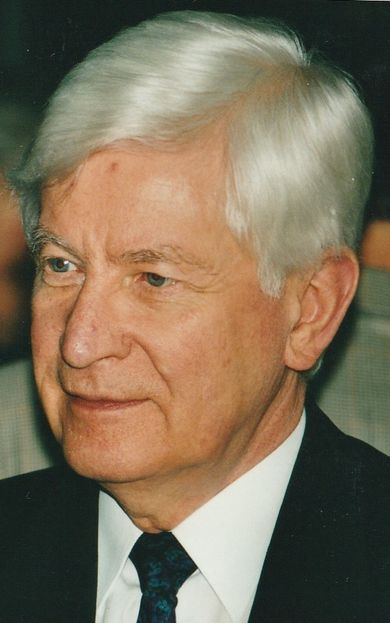
Dieter Girgensohn, aufgenommen 2004 von Werner Maleczek auf einer Tagung des Konstanzer Arbeitskreises für mittelalterliche Geschichte

Dieter Girgensohn (* 30. Mai 1934 in Riga; † 18. März 2025 in Göttingen) war ein deutscher Kirchenhistoriker.

## Leben und Wirken
Aufgrund der Ereignisse des Zweiten Weltkrieges zog die Familie 1939–1940 nach Posen und musste im Jahr 1945 fliehen, was sie in die Umgebung von Göttingen brachte. An der Universität Göttingen erwarb Dieter Girgensohn im Jahr 1960 einen Abschluss in Geschichte des Mittelalters und der Neuzeit und wurde dort promoviert mit einer Arbeit über Peter von Pulkau. Seine akademischen Lehrer waren Alfons Lhotsky und Hermann Heimpel. In den Jahren 1960 bis 1963 wirkte er am Deutschen Historischen Institut in Rom und arbeitete an der Sammlung päpstlicher Bullen bis 1198 mit, einem Projekt der Akademie der Wissenschaften zu Göttingen. Im Jahr 1967 konnte er als wissenschaftlicher Referent eine feste Anstellung am Max-Planck-Institut für Geschichte in Göttingen erlangen, die er bis zu seiner Pensionierung im Jahr 1999 innehatte. An der Universität Göttingen wurde er am 31. Juli 1997 zum außerplanmäßigen Professor ernannt. Er war Mitglied des Istituto Veneto di Scienze, Lettere ed Arti.
Im Zentrum seiner Forschung stand die Politik der Päpste im Großen Abendländischen Schisma, insbesondere die Verhandlungen zwischen Benedikt XIII. und Gregor XII. (1407–1408) sowie das Konzil von Pisa 1409. Girgensohn verfasste zahlreiche Artikel für das Dizionario Biografico degli Italiani. In den letzten Jahren hat er sich hauptsächlich mit der Geschichte der Republik Venedig im späten Mittelalter beschäftigt, mit besonderem Augenmerk auf die Kirchengeschichte. In seiner 1996 veröffentlichten Göttinger Habilitationsschrift untersuchte er die politischen Handlungen der Republik Venedig gegenüber der Kirche vom Ende des Chioggia-Krieges (1381) bis zum Beginn der Kämpfe mit Mailand (1426).
Girgensohn war über 60 Jahre lang SPD-Mitglied, langjähriger Kommunalpolitiker und galt als ein „Urgestein der Göttinger Sozialdemokratie“. Er war bis 1976 Vorsitzender des Göttinger Ortsvereins, von 1986 bis 2006 finanzpolitischer Sprecher der SPD-Kreistagsfraktion und zuletzt Ehrenvorsitzenden des SPD-Ortsvereins Göttingen-Ost. Dieter Girgensohn war von 1987 bis 1999 Vorstandsmitglied in der Göttinger Gesellschaft für Christlich-Jüdische Zusammenarbeit (GCJZ).
Er heiratete zweimal, 1960 und 1986. Der ersten Ehe entstammen ein Sohn und eine Tochter. Ab 2008 war er Witwer. Girgensohn starb im Alter von 90 Jahren am 18. März 2025 in Göttingen.

## Schriften (Auswahl)
- Parallele Karrieren in Staat und Kirche. Der Venezianer Adelige Filippo Correr und sein Bruder Angelo, Papst Gregor XII. In: Mitteilungen des Instituts für Österreichische Geschichtsforschung 123 (2015), S. 317–401. (academia.edu).
- Kirche, Politik und adelige Regierung in der Republik Venedig zu Beginn des 15. Jahrhunderts (= Veröffentlichungen des Max-Planck-Instituts für Geschichte. Band 118). Vandenhoeck & Ruprecht, Göttingen 1996, ISBN 978-3-525-35432-2.
- Die „Landesordnung“ von 1526 und ihr wahrscheinlicher Urheber Michael Gaismair. In: Geschichte und Region / Storia e regione, Jg. 5, Studienverlag, Innsbruck-Wien-Bozen 1996, S. 367–379 (Digitalisat).
- Dall’episcopato greco all’episcopato latino nell’Italia meridionale. In: La Chiesa greca in Italia dall’VIII al XVI secolo (= Italia sacra. Band 20). Padova 1973, S. 25–43.
- Das Pisaner Konzil von 1135 in der Überlieferung des Pisaner Konzils von 1409. In: Festschrift für Hermann Heimpel (= Veröffentlichungen des Max-Planck-Instituts für Geschichte. Band 36). Vandenhoeck & Ruprecht, Göttingen 1972, S. 1063–1100.
- Peter von Pulkau und die Wiedereinführung des Laienkelches. Leben und Wirken eines Wiener Theologen in der Zeit des großen Schismas (= Veröffentlichungen des Max-Planck-Instituts für Geschichte. Band 12). Vandenhoeck & Ruprecht, Göttingen 1964.
- 94 Artikel (Korsika – Venosa). In: Lexikon für Theologie und Kirche, Bände 6–10. 2. Auflage, Freiburg 1961–1965 (hauptsächlich über italienische Bistümer; vgl. die Zusammenstellung im Registerband, S. 534).
- Die Universität Wien und das Konstanzer Konzil. In: August Franzen, Wolfgang Müller (Hrsg.): Das Konzil von Konstanz. Beiträge zu seiner Geschichte und Theologie. Freiburg, Basel, Wien 1964, S. 252–281.